# Flavio (comediante)
Flavio Ramírez Farfán  (Ciudad de México, 5 de noviembre de 1937-Ciudad de México, 18 de septiembre de 2019) conocido simplemente como Flavio fue un actor de doblaje, imitador y comediante mexicano. Fue principalmente reconocido por ser el impulsor del stand up en México.
Se le conocía por siempre llevar una libreta donde escribía y contaba sus chistes, además de la canción con que se le presentaba: «¡Aguas, ahí viene Flavio!». 

## Carrera
Flavio empezó su carrera en el año 1954, a la edad de 17 años como humorista de fiestas e imitador de personalidades del momento, sin embargo, no fue hasta 1957 -a la edad de 20 años- que, en uno de sus espectáculos, Paco Malgesto, que estaba presente en la fiesta, lo invitó al programa de radio «Variedades del medio día», dónde trabajó junto a Manuel «El Loco» Valdés.En el programa, podía imitar a la perfección a Marco Antonio Muñiz y Alberto Vázquez, a pesar de ello, el programa salió del aire el mismo año por razones desconocidas.
A partir de 1960, solía presentarse en cabarets contando chistes; sin embargo, no fue sino hasta 1966 cuando comenzó a utilizar una libreta para escribir sus chistes y luego interpretarlos en formato de stand up en los cabarets.
Su entrada al doblaje fue en el año 1967, cuando, su padre, lo llevó a hacer una prueba de doblaje, y ganó el papel de Rey Louie, antagonista de El Libro de la Selva.
Posteriormente, en el año 1970, doblaría la voz de Winnie Pooh en dos cortos: «Winnie the Pooh y el árbol de la miel» (1967) y «Winnie The Pooh en el bosque encantado» (1968). 
En este mismo año, volvería a prestar la voz para un personaje de Disney, esta vez interpretando al Gato Jazz en Los Aristogatos 
. Además, comenzaría su primera incursión en la actuación dando vida al personaje de Patrón en La guerra de las monjas. 

En el año 1972 se le elegiría para dar la voz a Cantinflas en Cantinflas Show y también daría voz a Cantinflas Show: Acapulco.
En el año 1973, dobló la voz de Little John (pequeño Juan) en Robin Hood.
En los años 1988, 1990, 1992, 1994, 1995 y 1996, sería el narrador de las ocho entregas de la serie de películas La risa en vacaciones.

## Vida personal
Uno de sus hijos, llamado Bruno, se envenenó con piracantos verdes a los 9 años, debido a esto, quedó con lesión cerebral y su esposa se suicidó el día 13 de diciembre de 1988. En una entrevista, Flavio dijo lo siguiente:

-Cambiando de tema, sabemos que desafortunadamente su mujer se suicidó de un balazo por no soportar el accidente por el cual su hijo quedó con daño cerebral permanente
-“Sí. Fue espantoso. Se suicidó el 13 de diciembre de 1988, cinco días antes de que cumpliéramos 25 de casados. Se dio un balazo en su cuarto. Quedó todo lleno de sangre”.
-¿Le habló a la policía?
-“Sí, y yo fui a dar a la cárcel como presunto homicida a la tercera delegación. A mi ya no me interesaba nada. Estaba como loco. Hicieron investigaciones de todo, no hubo maltrato, nada. Llegó gente de la policía y para afuera. Pisé la cárcel un rato pero yo estaba perdido.

## Filmografía

### Doblaje
| Año       | Programa              | Personaje    | Ref.          |
| --------- | --------------------- | ------------ | ------------- |
| 1967-1968 | Cortos de Winnie Pooh | Winnie Pooh  | [ 19 ] [ 20 ] |
| 1967      | El Libro de la Selva  | Rey Louie    | [ 19 ] [ 20 ] |
| 1970      | Los Aristogatos       | Gato Jazz    | [ 19 ] [ 20 ] |
| 1973      | Robin Hood            | Pequeño Juan | [ 19 ] [ 20 ] |

### Televisión
| Año       | Programa                      | Personaje    | Ref.   |
| --------- | ----------------------------- | ------------ | ------ |
| 1970      | La guerra de las monjas       | Patrón       | [ 14 ] |
| 1972      | Cantinflas Show               | Cantinflas   | [ 15 ] |
| 1972-1979 | Cantinflas Show: Acapulco     | Cantinflas   | [ 16 ] |
| 1988      | La risa en vacaciones         | Narrador/Voz | [ 21 ] |
| 1990      | La risa en vacaciones 2       | Narrador/Voz | [ 22 ] |
| 1992      | La risa en vacaciones 3       | Narrador/Voz | [ 23 ] |
| 1994      | La risa en vacaciones 4       | Narrador/Voz | [ 24 ] |
| 1994      | La risa en vacaciones 5       | Narrador/Voz | [ 25 ] |
| 1995      | La risa en vacaciones 6       | Narrador/Voz | [ 26 ] |
| 1995      | La loca risa en vacaciones 7  | Narrador/Voz | [ 27 ] |
| 1996      | La super risa en vacaciones 8 | Narrador/Voz | [ 28 ] |

### Radio
| Año  | Programa                | Personaje | Ref.   |
| ---- | ----------------------- | --------- | ------ |
| 1957 | Variedades de medio día | Locutor   | [ 20 ] |